# Canillá
Canillá est une ville du Guatemala dans le département du Quiché.